# Koňská síla

Ilustrace koňské síly

Koňská síla (značka hp nebo HP, z anglického horsepower) je starší fyzikální jednotka výkonu, původně zavedená Jamesem Wattem. I když je dnes vytlačena jednotkou SI watt, stále se používá pro označení výkonu automobilových a motocyklových motorů. V češtině se používala také česká zkratka k (kůň), někdy nesprávně i ks (koňská síla). Minimálně se vyskytuje i německá zkratka PS (Pferdestärke).
Zjednodušeně řečeno, česká koňská síla, zkráceně kůň, je rovna přesně 735,49875 W.

## Historie jednotky

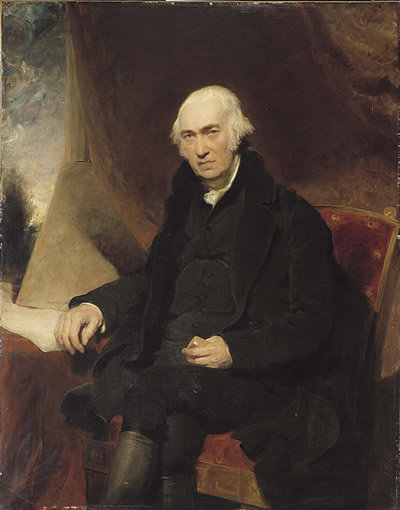
James Watt

Jednotku zavedl na konci 18. století James Watt, který začal vyrábět a prodávat jím podstatně vylepšený parní stroj. Watt potřeboval pro své zákazníky nějaké srovnání s výkonem tehdy běžně využívaných zvířat. Ze zkušeností s poníky z jednoho dolu odhadoval, že poník zapřažený v žentouru vyzdvihne 22 000 stopliber (ft·lbf) za minutu. Výkon koně odhadoval o polovinu větší, takže nové jednotce přisoudil hodnotu 33 000 stopliber za minutu. Pro přiblížení vymyslel následující definici: Jedna koňská síla je rovna výkonu, který podává soustavně pracující kůň, který zapřažený v žentouru táhne náklad 180 liber (lb) a ujde při tom za hodinu 144 koleček o poloměru 12 stop.
{\displaystyle v{\acute {y}}kon={\frac {pr{\acute {a}}ce}{{\check {c}}as}}={\frac {s{\acute {\imath }}la\times vzd{\acute {a}}lenost}{{\check {c}}as}}={\frac {(180{\mbox{ lbf}})(144\times 2\pi \times 12{\mbox{ ft}})}{1\ {\mbox{h}}}}\simeq 32572\,{\frac {{\mbox{ft}}\cdot {\mbox{lbf}}}{\mbox{min}}}}
Tuto hodnotu pak zaokrouhlil na 33 000 ft·lbf/min. Chyba Wattova zaokrouhlení dělala přes 1,3 %.

### Mechanická koňská síla
James Watt nikdy nepřepočítával svou jednotku hp do SI. Ta tehdy ještě neexistovala. Různé definice různých liber a stop se měnily s dobou nebo s místem svého používání, a podle toho se mírně měnila i definice jednotky. Pro přepočítávání v tomto článku bude užito tzv. mezinárodních stop (1 ft = 0,3048 m přesně) a liber ze soustavy avoirdupois (1 lb = 0,45359237 kg přesně). Ani ty nebyly takto definovány ve Wattově době, ale používají se dnes. Další nepřesnost, která může náš přepočet ovlivnit (Watt si ji nemusel všímat, v jeho době to nebylo podstatné), je nevhodně definovaný vztah mezi librou – jednotkou hmotnosti a librou – jednotkou síly. Tento vztah je dnes jednoznačně určen dohodou o normálním tíhovém zrychlení (9,80665 m/s² přesně). Tuto hodnotu také použijeme.
{\displaystyle 33000\,{\frac {{\mbox{ft}}\cdot {\mbox{lbf}}}{\mbox{min}}}=745,69987158227022\,{\mbox{W}}}
Tato hodnota je přesná. Někdy se označuje jako „mechanická koňská síla“ (angl. mechanical horsepower). Používá se zejména ve Velké Británii, v USA a zemích Commonwealthu. Opačný přepočet činí přibližně 1 kW = 1,34102 hp.
Jen pro zajímavost uveďme, že přepočet Wattem nezaokrouhlené koňské síly je jiný – přibližně 736,0291076 W.

### Metrická koňská síla
V Evropě, Asii a Jižní Americe nejvíce používá takzvaná „metrická koňská síla“, definovaná koncem 19. století v Německu pod názvem Pferdestärke (PS) jako
{\displaystyle 1\,{\mbox{PS}}=75\,{\frac {{\mbox{kp}}\cdot {\mbox{m}}}{\mbox{s}}}=735,49875\,{\mbox{W}}}
Tato hodnota je přesná. Jednotka kp je kilopond. Metrické koňské síle odpovídá jak český kůň (k), dříve též metrický kůň, tak holandská paardenkracht (pk), švédská hästkraft (hk), finská hevosvoima (hv), a norská a dánská hestekraft (hk). Opačný přepočet činí přibližně 1 kW = 1,35962 k.
Výpočet koňské síly pomocí jednotek SI stanovil v Rakousku čl. XVII zákona č. 16/1872 ř. z.: Tak řečená síla koňská ... ustanovuje se na 75 kilogramů metrových, tj. 75 kilogramů za sekundu na metr vysoko pozdvižených.
Dvě rozdílné hodnoty koňské síly (mechanická je asi o 1,4 % větší než metrická) způsobují v publikacích poměrně často zmatení. Zejména v Británii při publikování výkonů motorů vyrobených mimo Británii dochází k velkým zmatkům. Při porovnávání historických dat se navíc naráží na již zmíněné lišící se definice libry, stopy a normálního tíhového zrychlení. Problémem může být i nedodržování ve své době platných standardů.

### Výkon živého koně
Průměrný dlouhodobý výkon tažného koně se pohybuje kolem 1 W/kg. Kůň o hmotnosti 500 kg je schopen dlouhodobě pracovat s výkonem 500 W, krátkodobě je však schopen podat výkon i více než desetinásobný. Při zápřahu většího počtu koní se však jejich výkon nesčítá, například pět společně zapřažených koní podává výkon asi 3,5násobku jednoho koně. Tažní koně, tzv. chladnokrevníci mohou dosahovat hmotnosti i přes 1000 kg. Jsou tedy schopni běžně podávat trvalý výkon větší než standardně definovaná koňská síla.
Výkon jedné koňské síly je schopen krátkodobě podávat i člověk.

## Specifické zkratky měření v anglické literatuře
U soustrojí lze měřit nebo počítat výkon v různých místech, a to od samotného zdroje až po místo jeho předání. Kvůli upřesnění místa, pro které je výkon udáván, se zejména v anglické terminologii používá několik vžitých názvů a jim odpovídajících zkratek. Žádný z nich však nedefinuje použitý způsob měření.
K často používaným zkratkám patří:

### Výkon na hřídeli (shp)
Výkon na hřídeli (anglicky shaft horsepower, ve zkratce anglicky shp) je výkon přenášený:
- na hřídel lodního šroubu lodi dodávaný parním strojem, spalovacím motorem nebo jaderným pohonem nebo
- na hřídel vrtule letounu dodávaný pístovým motorem nebo plynovou turbínou nebo
- na hřídel rotoru vrtulníku.

Výkon na hřídeli se stanovuje buď měřením pomocí měřícího zařízení nebo výpočtem z jmenovitého výkonu soustrojí, od kterého se odečítají ztráty v převodech (typicky kolem 10 %). Tato metoda se nepoužívá v automobilovém průmyslu, u kterého ztráty přenosu mohou hrát významnější roli.

### Jiné anglické zkratky
- Zkratky nhp pro jmenovitý výkon (anglicky nominal horsepower) a rhp pro poměrný výkon (anglicky rated horsepower) jsou odvozeny od velikosti pístu a rychlosti pohybu pístu stroje.
- Zkratky ehp v překladu efektivní výkon (anglicky effective horsepower) a thp v překladu skutečný výkon (anglicky true horsepower) jsou používány místo častější zkratky whp v překladu výkon na kole anglicky wheel horsepower.
- Zkratka bhp v překladu brzdový výkon (anglicky brake horsepower) je výkon na výstupním hřídeli motoru nebo turbíny, jehož přesná velikost závisí na použité metodě měření.